# Old Panamao
Old Panamao è una municipalità di quinta classe delle Filippine, situata nella Provincia di Sulu, nella Regione Autonoma nel Mindanao Musulmano.
Old Panamao è formata da 31 baranggay:
- Asin
- Bakud
- Bangday
- Baunoh
- Bitanag
- Bud Seit
- Bulangsi
- Datag
- Kamalig
- Kan Asaali
- Kan-Dayok
- Kan-Sipat
- Kan Ukol
- Kawasan
- Kulay-kulay
- Lakit

- Lower Patibulan
- Lunggang
- Parang
- Pugad Manaul
- Puhagan
- Seit Higad
- Seit Lake (Pob.)
- Su-uh
- Tabu Manuk
- Tandu-tandu
- Tayungan
- Tinah
- Tubig Gantang
- Tubig Jati
- Upper Patibulan